# Milena Dravić
Milena Dravić, srbska filmska igralka, * 5. oktober 1940, Beograd, Kraljevina Jugoslavija, † 14. oktober 2018, Beograd.
Leta 1959 jo je odkril František Čap in ji dal debitantsko celovečerno vlogo v filmu Vrata ostaju otvorena. Za vlogo v filmu Prekobrojna iz leta 1962 je prejela zlato areno za glavno žensko vlogo. Skupno je prejela dve zlati in pet srebrnih zlatih aren. Prvi mož je bil Puriša Đorđević (por. 1960; ločena. 1961). Drugi mož je bil Kokan Rakonjac (por. 1967 do njegove smrti 1969). Med letoma 1971 in 2016 je bila poročena z igralcem Draganom Nikolićem.

## Filmografija
- Ljubezen in drugi zločini (2008, celovečerni igrani film)
- Najbolji (1989, celovečerni igrani film)
- Osveta (1986, celovečerni igrani film)
- Horvatov izbor (1985, celovečerni igrani film)
- Na istarski način (1985, celovečerni igrani film)
- Una (1984, celovečerni igrani film)
- Noć poslije smrti (1983, celovečerni igrani film)
- Posebna vzgoja (1980, celovečerni igrani film)
- Povratak (1979, celovečerni igrani film)
- Trener (1978, celovečerni igrani film)
- Strah (1974, celovečerni igrani film)
- Predstava Hamleta u selu Mrduša Donja (1973, celovečerni igrani film)
- Sutjeska (1973, celovečerni igrani film)
- Samrtno proleće (1973, celovečerni igrani film)
- Ko pride lev (1972, celovečerni igrani film)
- Uloga moje porodice u svjetskoj revoluciji (1971, celovečerni igrani film)
- Zaseda (1969, celovečerni igrani film)
- Sedmina (1969, celovečerni igrani film)
- Bitka na Neretvi (1969, celovečerni igrani film)
- Dim (1967, celovečerni igrani film)
- Nemirni (1967, celovečerni igrani film)
- Zgodba, ki je ni (1967, celovečerni igrani film)
- Rondo (1966, celovečerni igrani film)
- Do pobedata in po nea (1966, celovečerni igrani film)
- Čovjek nije tica (1965, celovečerni igrani film)
- Muški izlet (1964, celovečerni igrani film)
- Službeni položaj (1964, celovečerni igrani film)
- Narodni poslanik (1964, celovečerni igrani film)
- Radopolje (1963, celovečerni igrani film)
- Peščeni grad (1962, celovečerni igrani film)
- Kozara (1962, celovečerni igrani film)
- Vzkipelo mesto (1961, celovečerni igrani film)
- Bolje je umeti (1960, celovečerni igrani film)
- Vrata ostaju otvorena (1959, celovečerni igrani film)